# 변영장
변영장(卞栄将, 1988년 11월 1일~)은 재일 한국인 축구 선수로 포지션은 미드필더이다.